# Kościół Narodzenia Matki Bożej „Ta’ Savina”
Kościół Narodzenia Najświętszej Maryi Panny (malt. Il-Knisja ta’ Savina, ang. Church of the Nativity of Our Lady), powszechnie znany pod maltańską nazwą Ta’ Savina – rzymskokatolicki kościół w centrum Victorii na wyspie Gozo, na Malcie.

## Początki
Oryginalny kościół był jednym z wcześniejszych zbudowanych na Gozo. Świątynia była przebudowywana niezliczoną liczbę razy. Uważa się, że początkowo kaplica ta znajdowała się bliżej bastionów Cytadeli i datuje się początki tego kościoła nawet na czasy przybycia hrabiego Rogera I Sycylijskiego na Maltę. Kościół był wspomniany w dokumentach notarialnych w 1479. Kościół został przebudowany w 1502. Równocześnie z kościołem św. Jakuba oraz bazyliką św. Jerzego służył jako kościół parafialny dla pobliskich mieszkańców podczas okresu, kiedy kościół parafialny Matki Bożej w Cittadelli był niedostępny dla ludzi mieszkających poza jej murami. W 1575 Savina i St. James utraciły status kościołów parafialnych, w Victorii pozostały dwie główne parafie. Do 1899 wciąż grzebano zmarłych na placu przed kościołem.

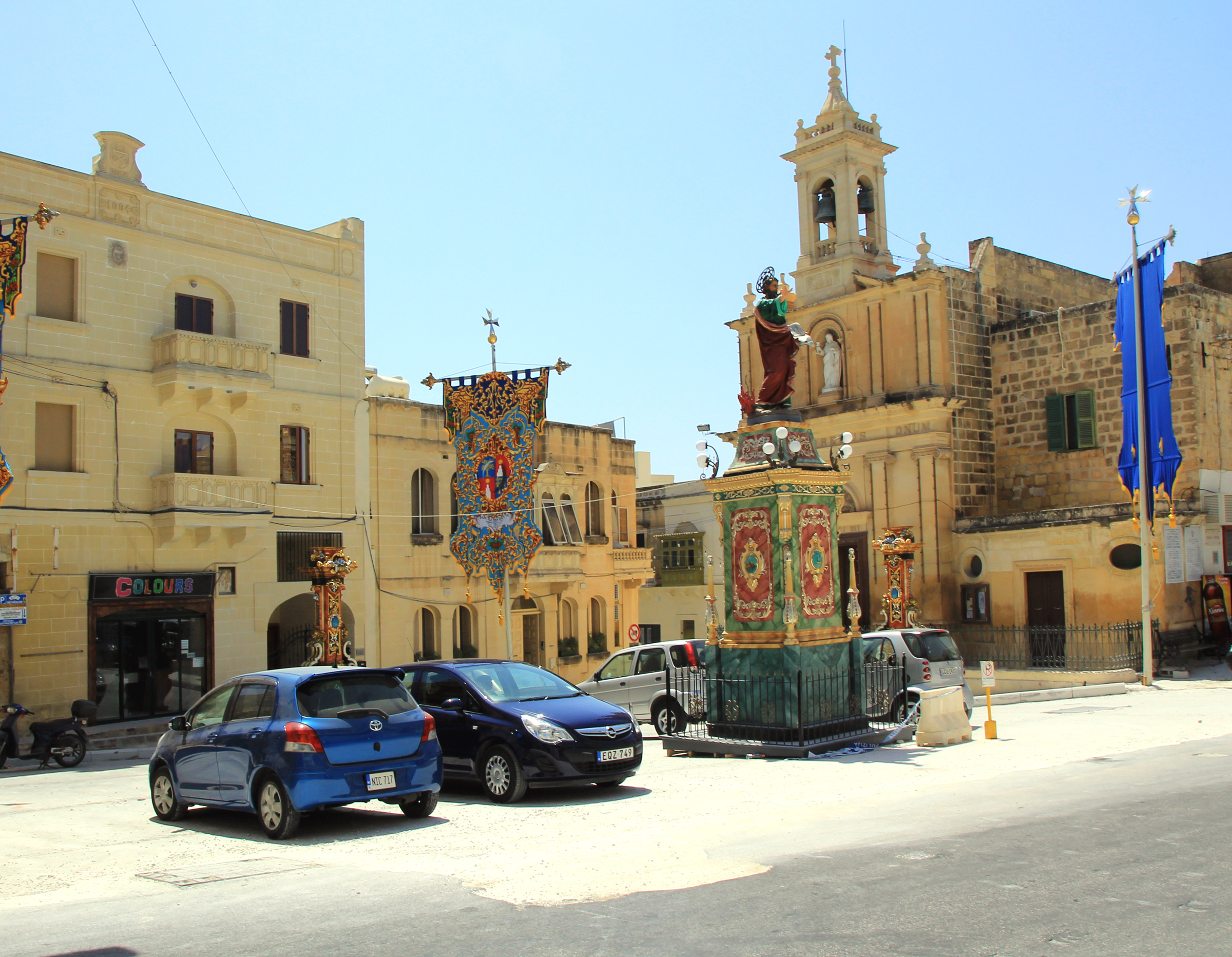

## Współczesność
Dzisiejszy wygląd kościoła pochodzi z początków XX wieku. Prace rozpoczęły się w 1901, kiedy kapituła katedralna zaaprobowała plany przebudowy kościoła, zakończone zaś zostały w 1904. Zaraz potem, 17 lutego 1904, kościół został poświęcony. W 1913 został znów powiększony. Tego samego roku, 29 kwietnia, świątynia została otwarta dla adoracji przez kardynała Domenico Ferratę, papieskiego delegata na Kongres Eucharystyczny. Monsignor Luigi Vella, który był „motorem” odnowienia kościoła, został jego pierwszym proboszczem.

## Architektura
Elewacja kaplicy to wysoka, wąska, klasyczna kompozycja, z mocno zaakcentowaną wysokością. Akcent ten tworzy bieg półokrągłych stopni prowadzących do głównych drzwi, a także centralnie, w przeciętym przyczółku, umieszczona dzwonnica z roczną datą „A D MCMI” (1901). W centralnej niszy znajduje się duży posąg Chrystusa, trzymającego kielich w prawej ręce, podczas gdy poniżej, w półokrągłym frontonie nad głównymi drzwiami, widnieje płaskorzeźba Agnus Dei, z napisem poniżej „Ecce Agnus Dei” (Oto Baranek Boży). Elewacja jest podzielona przez dwa nałożone na siebie rzędy pilastrów. W belkowaniu powyżej dolnych jońskich pilastrów znajduje się napis „Venite Adoremus Dnum” (Chodźcie wielbić Pana).

## Dzieła sztuki
Obraz w głównym ołtarzu kościoła przedstawia Narodzenie Maryi Panny. Datowany jest na 1622, zamówiony został przez gubernatora Gozo Riccardo de Nini Clareta.

## Ochrona dziedzictwa kulturowego
Budynek kościoła umieszczony jest na liście National Inventory of the Cultural Property of the Maltese Islands.